# Sam Waterston
Samuel Atkinson Waterston anomenat Sam Waterston, (Cambridge, Massachusetts (Estats Units), 15 de novembre de 1940) és un actor i productor estatunidenc.
Interpret regular dels films de Woody Allen, obté una nominació als Oscars a la categoria millor actor amb el seu personatge de periodista a Els crits del silenci de Roland Joffé (1984).
És igualment conegut pel seu paper del fiscal Jack McCoy a la sèrie televisada americana Law & Order.

## Biografia
Samuel Waterston és el tercer fill de la seva família, la seva mare, Alice Tucker (nascuda Atkinson), d'origen anglès, és pintora de paisatges. El seu pare, George Chychele Waterston, procedent de Leith a Escòcia, és semàntic i professor de llengua,. Samuel Waterston segueix curs a Brooks School    a North Andover, Massachusetts, on el seu pare ensenyava, i a Groton School a Groton a Massachusetts. Va a la universitat Yale a New Haven a Connecticut amb una beca l'any 1958 i obté una llicenciatura en arts l'any 1962. Segueix igualment un curs a la Sorbonne a París.
Samuel Waterston fa el seu començament al cinema l'any 1965 amb The Plastic Dome of Norma Jean i es dona a conèixer en 1967 amb Fitzwilly.
La seva carrera es dispara gràcies a El gran Gatsby (1974) sent nomenat a dues categories als Premis Globus d'Or. Després ha rodat amb els més grans: Woody Allen (Interiors, Hannah i les seves germanes, September, Delictes i faltes), Peter Hyams (Capricorn u), Michael Cimino (La porta del cel).
El seu altre paper destacat va ser el del periodista Sydney Schanberg a Els crits del silenci (1984) que li val una nominació als Oscars de la categoria millor actor així com al Premis Globus d'Or de la mateixa categoria.
El 1993, assoleix el premis Globus d'Or al millor actor dramàtic per les Ales del destí.
El 1994, obté el paper del fiscal Jack McCoy a la sèrie Law & Order. Aquest paper li suposa diverses nominacions sobretot als premis Emmy . Contínua a la sèrie, malgrat les seves opinions controvertides sobre l'eutanàsia, fins al 24 de maig de 2010, data de l'aturada definitiva de la sèrie al final de la seva 20a temporada. Va ser el segon actor que va durar més temps a la sèrie, setze temporades.
Posa la seva veu al psiquiatra, Dr. Kaplan, a la sèrie d'animació Els Griffin. Igualment la veu en off del documental de la NBC, The Great Race, consagrat al relleu 4 x 10 quilòmetres en esquí de fons dels Jocs olímpics d'hivern de 1994.
Fa igualment una aparició a Saturday Night Live fent el seu propi paper.
El 2012, té el paper de Charlie Skinner, director de la branca d'informació d'ACN a la sèrie americana The Newsroom creada per Aaron Sorkin, difosa per HBO.
Ha estat casat amb Lynn Waterston, una model. Ha tingut quatre fills, dues actrius, Elisabeth Waterston i Katherine Waterston, un fill director, Graham Waterston i un fill, James Waterston també actor.

## Filmografia
Les seves pel·lícules més destacades són:

### Com a actor
- 1965: The Plastic Dome of Norma Jean: Andy
- 1967: Fitzwilly: Oliver
- 1969: Generació: Desmond
- 1969: Three: Taylor
- 1970: Cover Me Baby, de Noel Black: Cameraman
- 1971: Who Killed Mary What's 'Er Name?: Alex
- 1972: Mahoney's Estate: Felix
- 1972: Savages: James, the Limping Man
- 1973: The Glass Menagerie (TV): Benedick
- 1973: The Glass Menagerie (TV): Tom Wingfield
- 1974: El gran Gatsby (The Great Gatsby): Nick Carraway
- 1974: Reflections of Murder (TV): Michael Elliott
- 1975: Ranxo Deluxe: Cecil Colson
- 1975: Journey Into Fear: Mr. Graham
- 1976: Sweet Revenge de Jerry Schatzberg: El Clerq
- 1978: Capricorn u (Capricorn One): Tinent Coronel Peter Willis
- 1978: Interiors de Woody Allen: Mike
- 1979: Friendly Fire (TV): C.D. Bryan
- 1979: Eagle's Wing: White Bull
- 1980: Sweet William: William
- 1980: Hopscotch, de Ronald Neame: Joe Cutter
- 1980: Oppenheimer (fulletó TV): J. Robert Oppenheimer
- 1980: La porta del cel (Heaven's Gate) de Michael Cimino: Frank Cantó
- 1982: Freedom to Speak (fulletó TV): Theodore Roosevelt
- 1982: CQFD (sèrie de televisió: Prof. Quentin E. Deverill
- 1982: Games Mother Never Taught You (TV): David Bentells
- 1983: In Defense of Kids (TV): Paul
- 1983: Dempsey (TV): Doc Kearns
- 1984: The Boy Who Loved Trolls (TV): Ofoeti
- 1984: Els crits del silenci (The Killing Fields) de Roland Joffé: Sydney Schanberg
- 1985: Finnegan Begin Again (TV): Paul Broadbent
- 1985: Love Lives On (TV): Bernie
- 1985: Alerta: Virus mortal (Warning Sign): Cal Morse
- 1986: Hannah i les seves germanes (Hannah and Her Sisters) de Woody Allen: David
- 1986: The Fifth Míssil (TV): Capt. Allard Renslow
- 1986: Just Between Friends: Harry Crandall
- 1987: Teufels Paradies: Mr. Jones
- 1987: The Rooms Upstairs (TV): Travis Coles
- 1987: September de Woody Allen: Peter
- 1988: A Walk in the Woods (TV): John Honeyman
- 1988: Terrorist on Trial: The United States vs. Salim Ajami (TV): Jim Delmore
- 1988: Lincoln (TV): Abraham Lincoln
- 1990: The Nighmare Years d'Anthony Page, (fulletó TV): Bill Shirer
- 1989: Welcome Home: Woody
- 1989: Delictes i faltes (Crims and Misdemeanors) de Woody Allen: Ben, el rabí que es queda cec
- 1990: A Captive in the Land: Royce
- 1990: Mindwalk: Jack Edwards
- 1990: Lantern Hill (TV): Andrew Stuart
- 1991: L'estiu de la meva vida (The Man in the Moon): Matthew Trant
- 1991: I'll Fly Away (sèrie de televisió): A. Forrest Bedford (1991-1993)
- 1992: Amazing Stories: Book Forn (vídeo): Jordan Manmouth (segment "Mirror, Mirror")
- 1992: Warburg: A Man of Influence (fulletó TV): Siegmund Warburg
- 1993: A Dog Race in Alaska
- 1993: I'll Fly Away: Then and Now (TV): Forrest Bedford
- 1994: The Enemy Within (TV): President William Foster
- 1994: Assault at West Point: The Curt-Martial of Johnson Whittaker (TV): Daniel Chamberlain
- 1994: David's Mother (TV): John Nils
- 1994 - 2010: Law & Order (TV): Primer substitut, a continuació fiscal Jack McCoy
- 1994: Serial Mom: Eugene Sutphin, D.D.S.
- 1995: The Journey of August King: Mooney Wright
- 1996: The Proprietor: Harry Bancroft
- 1997: Conspiració a l'ombra (Shadow Conspiracy): The President
- 1998: Miracle a mitjanit (TV): Dr. Karl Koster
- 1998: Exiled: A Law & Order Movie on Exiled  (TV): Executive D.A. John 'Jack' McCoy
- 2000: A House Divided (TV): David Dickson
- 2002: The Matthew Shepard Story (TV): Dennis Shepard
- 2003: El Divorci de James Ivory: Chester Walker
- 2007: Màsters of science Fiction (TV)
- 2012: The Newsroom (TV): Charlie Skinner
- 2013: Jo: David Zivkin
- 2015: Anesthesia de Tim Blake Nelson: Walter Zarrow
- 2015: Grace i Frankie (TV): Sol Bergstein
- 2016: Miss Sloane: George Dupont

### Com a productor
- 1995: The Journey of August King
- 2000: A House Divided (TV)